# Cernay (Calvados)
Cernay ist eine französische Gemeinde mit 138 Einwohnern (Stand 1. Januar 2022) im Département Calvados in der Region Normandie. Sie gehört  zum Arrondissement Lisieux und zum Kanton Livarot-Pays-d’Auge.

## Lage
Sie grenzt im Norden an Valorbiquet, im Osten an Saint-Martin-de-Bienfaite-la-Cressonnière sowie im Süden und Westen an Livarot-Pays-d’Auge.

## Bevölkerungsentwicklung
| Jahr      | 1962 | 1968 | 1975 | 1982 | 1990 | 1999 | 2008 | 2015 |
| --------- | ---- | ---- | ---- | ---- | ---- | ---- | ---- | ---- |
| Einwohner | 139  | 139  | 133  | 119  | 106  | 109  | 119  | 147  |

## Sehenswürdigkeiten

Kirche Saint-Aubin

- Kirche Saint-Aubin
- Kriegerdenkmal